# Україна на зимових Паралімпійських іграх 2022
Україну на зимових Паралімпійських іграх 2022 у Пекіні (Китай) представляли 20 спортсменів та 9 помічників для атлетів із вадами зору.

## Медалі
| Медалі | Спортсмени                                   | Вид спорту     | Дисципліна                                           | Дата       |
| ------ | -------------------------------------------- | -------------- | ---------------------------------------------------- | ---------- |
| Золото | Віталій Лук'яненко гайд: Борис Бабар         | Біатлон        | 6 км, з вадами зору (чоловіки)                       | 5 березня  |
| Золото | Григорій Вовчинський                         | Біатлон        | 6 км, стоячи (чоловіки)                              | 5 березня  |
| Золото | Оксана Шишкова гайд: Андрій Марченко         | Біатлон        | 6 км, з вадами зору (жінки)                          | 5 березня  |
| Золото | Оксана Шишкова гайд: Андрій Марченко         | Лижні перегони | 15 км, класичним стилем, з вадами зору (жінки)       | 7 березня  |
| Золото | Ірина Буй                                    | Біатлон        | 10 км, стоячи (жінки)                                | 8 березня  |
| Золото | Віталій Лук'яненко гайд: Борис Бабар         | Біатлон        | 10 км, з вадами зору (чоловіки)                      | 8 березня  |
| Золото | Людмила Ляшенко                              | Біатлон        | 12,5 км, стоячи (жінки)                              | 11 березня |
| Золото | Олександр Казік гайд: Сергій Кучерявий       | Біатлон        | 12,5 км, з вадами зору (чоловіки)                    | 11 березня |
| Золото | Оксана Шишкова гайд: Андрій Марченко         | Біатлон        | 12,5 км, з вадами зору (жінки)                       | 11 березня |
| Золото | Олександра Кононова                          | Лижні перегони | 10 км, вільним стилем, стоячи (жінки)                | 12 березня |
| Срібло | Олександр Казік гайд: Сергій Кучерявий       | Біатлон        | 6 км, з вадами зору (чоловіки)                       | 5 березня  |
| Срібло | Тарас Радь                                   | Біатлон        | 6 км, сидячи (чоловіки)                              | 5 березня  |
| Срібло | Людмила Ляшенко                              | Біатлон        | 6 км, стоячи (жінки)                                 | 5 березня  |
| Срібло | Олександра Кононова                          | Біатлон        | 10 км, стоячи (жінки)                                | 8 березня  |
| Срібло | Григорій Вовчинський                         | Біатлон        | 10 км, стоячи (чоловіки)                             | 8 березня  |
| Срібло | Оксана Шишкова гайд: Андрій Марченко         | Біатлон        | 10 км, з вадами зору (жінки)                         | 8 березня  |
| Срібло | Анатолій Ковалевський гайд: Олександр Мукшин | Біатлон        | 10 км, з вадами зору (чоловіки)                      | 8 березня  |
| Срібло | Оксана Шишкова гайд: Андрій Марченко         | Лижні перегони | 1,1 км, спринт вільним стилем, з вадами зору (жінки) | 9 березня  |
| Срібло | Тарас Радь                                   | Біатлон        | 12,5 км, сидячи (чоловіки)                           | 11 березня |
| Срібло | Віталій Лук'яненко гайд: Борис Бабар         | Біатлон        | 12,5 км, з вадами зору (чоловіки)                    | 11 березня |
| Бронза | Дмитро Суярко гайд: Олександр Ніконович      | Біатлон        | 6 км, з вадами зору (чоловіки)                       | 5 березня  |
| Бронза | Тарас Радь                                   | Біатлон        | 10 км, сидячи (чоловіки)                             | 8 березня  |
| Бронза | Людмила Ляшенко                              | Біатлон        | 10 км, стоячи (жінки)                                | 8 березня  |
| Бронза | Дмитро Суярко гайд: Олександр Ніконович      | Біатлон        | 10 км, з вадами зору (чоловіки)                      | 8 березня  |
| Бронза | Григорій Вовчинський                         | Лижні перегони | 1,5 км, спринт вільним стилем, стоячи (чоловіки)     | 9 березня  |
| Бронза | Григорій Вовчинський                         | Біатлон        | 12,5 км, стоячи (чоловіки)                           | 11 березня |
| Бронза | Дмитро Суярко гайд: Олександр Ніконович      | Лижні перегони | 12,5 км, вільним стилем, з вадами зору (чоловіки)    | 12 березня |
| Бронза | Ірина Буй                                    | Лижні перегони | 10 км, вільним стилем, стоячи (жінки)                | 12 березня |

| Медалі за видами спорту | Медалі за видами спорту | Медалі за видами спорту | Медалі за видами спорту | Медалі за видами спорту |
| ----------------------- | ----------------------- | ----------------------- | ----------------------- | ----------------------- |
| Спорт                   | 1                       | 2                       | 3                       | Всього                  |
| Біатлон                 | 8                       | 9                       | 5                       | 22                      |
| Лижні перегони          | 3                       | 1                       | 3                       | 7                       |
| Всього                  | 11                      | 10                      | 8                       | 29                      |

| Медалі по днях | Медалі по днях | Медалі по днях | Медалі по днях | Медалі по днях | Медалі по днях | Медалі по днях |
| -------------- | -------------- | -------------- | -------------- | -------------- | -------------- | -------------- |
| День           | Дата           |                |                |                | Всього         |                |
| 1              | 5 березня      | 3              | 3              | 1              | 7              |                |
| 2              | 6 березня      | 0              | 0              | 0              | 0              |                |
| 3              | 7 березня      | 1              | 0              | 0              | 1              |                |
| 4              | 8 березня      | 2              | 4              | 3              | 9              |                |
| 5              | 9 березня      | 0              | 1              | 1              | 2              |                |
| 6              | 10 березня     | 0              | 0              | 0              | 0              |                |
| 7              | 11 березня     | 3              | 2              | 1              | 6              |                |
| 8              | 12 березня     | 1              | 0              | 2              | 3              |                |
| 9              | 13 березня     | 1              | 0              | 0              | 1              |                |

| Медалі за статтю | Медалі за статтю | Медалі за статтю | Медалі за статтю | Медалі за статтю | Медалі за статтю |
| ---------------- | ---------------- | ---------------- | ---------------- | ---------------- | ---------------- |
| Стать            | 1                | 2                | 3                | Всього           | Відсотки         |
| Жінки            | 6                | 4                | 2                | 12               | 41.4 %           |
| Чоловіки         | 4                | 6                | 6                | 16               | 55.2 %           |
| Мікс             | 1                | 0                | 0                | 1                | 3.4 %            |
| Всього           | 11               | 10               | 8                | 29               | 100 %            |

## Біатлон

### Чоловіки
| Спортсмен                                                    | Дисципліна           | Фінал     | Фінал       | Фінал   | Фінал | Фінал |
| Спортсмен                                                    | Дисципліна           | Результат | Відставання | Промахи | Місце |       |
| ------------------------------------------------------------ | -------------------- | --------- | ----------- | ------- | ----- | ----- |
| Віталій Лук'яненко Харківська область гайд: Борис Бабар      | 6 км, з вадами зору  | 17:05.8   | —           | 0       | 1     |       |
| Віталій Лук'яненко Харківська область гайд: Борис Бабар      | 10 км, з вадами зору | 34:12.7   | —           | 0       | 1     |       |
| Олександр Казік Вінницька область гайд: Сергій Кучерявий     | 6 км, з вадами зору  | 17:31.9   | 26.1        | 2       | 2     |       |
| Олександр Казік Вінницька область гайд: Сергій Кучерявий     | 10 км, з вадами зору | 37:00.2   | 2:47.5      | 5       | 5     |       |
| Дмитро Суярко Чернігівська область гайд: Олександр Ніконович | 6 км, з вадами зору  | 17:33.3   | 27.5        | 1       | 3     |       |
| Дмитро Суярко Чернігівська область гайд: Олександр Ніконович | 10 км, з вадами зору | 35:30.9   | 1:18.2      | 2       | 3     |       |
| Анатолій Ковалевський Київ гайд: Олександр Мукшин            | 6 км, з вадами зору  | 18:33.8   | 1:28.0      | 3       | 5     |       |
| Анатолій Ковалевський Київ гайд: Олександр Мукшин            | 10 км, з вадами зору | 34:57.3   | 44.6        | 1       | 2     |       |
| Ярослав Рещетинський Київ гайд: Костянтин Яременко           | 6 км, з вадами зору  | 18:41.7   | 1:35.9      | 2       | 6     |       |
| Ярослав Рещетинський Київ гайд: Костянтин Яременко           | 10 км, з вадами зору | 35:47.8   | 1:35.1      | 0       | 4     |       |
| Тарас Радь Тернопільська область                             | 6 км, сидячи         | 19:09.0   | 17.5        | 1       | 2     |       |
| Тарас Радь Тернопільська область                             | 10 км, сидячи        | 31:26.9   | 49.2        | 4       | 3     |       |
| Василь Кравчук Львівська область                             | 6 км, сидячи         | 20:34.7   | 1:33.5      | 3       | 10    |       |
| Василь Кравчук Львівська область                             | 10 км, сидячи        | 32:12.1   | 1:34.4      | 5       | 4     |       |
| Максим Яровий Миколаївська область                           | 6 км, сидячи         | 20:45.5   | 1:54.0      | 2       | 11    |       |
| Максим Яровий Миколаївська область                           | 10 км, сидячи        | DNF       | DNF         | DNF     | DNF   |       |
| Павло Баль Львівська область                                 | 6 км, сидячи         | 20:52.5   | 2:01.0      | 2       | 13    |       |
| Павло Баль Львівська область                                 | 10 км, сидячи        | 32:31.7   | 1:54.0      | 3       | 6     |       |
| Олександр Алексик Закарпатська область                       | 6 км, сидячи         | 23:15.4   | 4:23.9      | 4       | 19    |       |
| Олександр Алексик Закарпатська область                       | 10 км, сидячи        | 34:29.1   | 3:51.4      | 5       | 13    |       |
| Григорій Вовчинський Вінницька область                       | 6 км, стоячи         | 16:17.6   | —           | 0       | 1     |       |
| Григорій Вовчинський Вінницька область                       | 10 км, стоячи        | 32:18.0   | 32.8        | 1       | 2     |       |
| Серафим Драгун Закарпатська область                          | 6 км, стоячи         | 21:34.1   | 5:16.5      | 6       | 15    |       |

### Жінки
| Спортсмен                                               | Дисципліна             | Фінал     | Фінал       | Фінал   | Фінал | Фінал |
| Спортсмен                                               | Дисципліна             | Результат | Відставання | Промахи | Місце |       |
| ------------------------------------------------------- | ---------------------- | --------- | ----------- | ------- | ----- | ----- |
| Оксана Шишкова Харківська область гайд: Андрій Марченко | 6 км, з вадами зору    | 20:09.0   | —           | 0       | 1     |       |
| Оксана Шишкова Харківська область гайд: Андрій Марченко | 10 км, з вадами зору   | 40:59.9   | 3.7         | 2       | 2     |       |
| Оксана Шишкова Харківська область гайд: Андрій Марченко | 12,5 км, з вадами зору | 50:50.1   | —           | 0       | 1     |       |
| Наталія Ткаченко Київська область гайд: Денис Нікулін   | 6 км, з вадами зору    | 23:30.8   | 3:21.8      | 2       | 6     |       |
| Наталія Ткаченко Київська область гайд: Денис Нікулін   | 10 км, з вадами зору   | 49:03.4   | 8:07.2      | 5       | 6     |       |
| Наталія Ткаченко Київська область гайд: Денис Нікулін   | 12,5 км, з вадами зору | 59:44.0   | 8:53.9      | 3       | 6     |       |
| Анастасія Лалетіна Чернігівська область                 | 6 км, сидячи           | 28:48.0   | 7:56.8      | 5       | 10    |       |
| Анастасія Лалетіна Чернігівська область                 | 10 км, сидячи          | DNS       | DNS         | DNS     | DNS   |       |
| Анастасія Лалетіна Чернігівська область                 | 12,5 км, сидячи        | 59:22.5   | 11:54.3     | 2       | 9     |       |
| Людмила Ляшенко Харківська область                      | 6 км, стоячи           | 19:51.7   | 8.4         | 2       | 2     |       |
| Людмила Ляшенко Харківська область                      | 10 км, стоячи          | 36:56.9   | 13.8        | 2       | 3     |       |
| Людмила Ляшенко Харківська область                      | 12,5 км, стоячи        | 47:15.4   | —           | 2       | 1     |       |
| Юлія Батенкова-Бауман Волинська область                 | 6 км, стоячи           | 20:24.2   | 40.9        | 1       | 4     |       |
| Юлія Батенкова-Бауман Волинська область                 | 10 км, стоячи          | 37:29.9   | 46.8        | 2       | 5     |       |
| Юлія Батенкова-Бауман Волинська область                 | 12,5 км, стоячи        | 52:22.3   | 4:37.0      | 0       | 5     |       |
| Ірина Буй Вінницька область                             | 6 км, стоячи           | 20:26.8   | 43.5        | 3       | 6     |       |
| Ірина Буй Вінницька область                             | 10 км, стоячи          | 36:43.1   | —           | 0       | 1     |       |
| Ірина Буй Вінницька область                             | 12,5 км, стоячи        | 50:13.4   | 2:58.0      | 1       | 4     |       |
| Богдана Конашук Волинська область                       | 6 км, стоячи           | 21:14.4   | 1:31.0      | 1       | 10    |       |
| Богдана Конашук Волинська область                       | 10 км, стоячи          | 39:08.9   | 2:25.8      | 3       | 7     |       |
| Богдана Конашук Волинська область                       | 12,5 км, стоячи        | 51:58.3   | 4:42.9      | 5       | 10    |       |
| Олександра Кононова Київська область                    | 6 км, стоячи           | 21:48.7   | 2:05.4      | 4       | 11    |       |
| Олександра Кононова Київська область                    | 10 км, стоячи          | 36:55.9   | 12.8        | 2       | 2     |       |
| Олександра Кононова Київська область                    | 12,5 км, стоячи        | 50:24.5   | 3:09.1      | 6       | 9     |       |

## Лижні перегони

### Чоловіки
| Спортсмен                                                    | Дисципліна                                   | Кваліфікація | Кваліфікація | Кваліфікація | Півфінал   | Півфінал    | Півфінал   | Фінал      | Фінал       | Фінал      |
| Спортсмен                                                    | Дисципліна                                   | Результат    | Відставання  | Місце        | Результат  | Відставання | Місце      | Результат  | Відставання | Місце      |
| ------------------------------------------------------------ | -------------------------------------------- | ------------ | ------------ | ------------ | ---------- | ----------- | ---------- | ---------- | ----------- | ---------- |
| Дмитро Суярко Чернігівська область гайд: Олександр Ніконович | 1.5 км, спринт вільним стилем, з вадами зору | 2:47.38      | 10.66        | 6 Q          | 3:49.4     | 14.5        | 3          | Не пройшов | Не пройшов  | Не пройшов |
| Анатолій Ковалевський Київ гайд: Олександр Мукшин            | 1.5 км, спринт вільним стилем, з вадами зору | 2:44.95      | 8.23         | 5 Q          | 3:57.1     | 12.7        | 3          | Не пройшов | Не пройшов  | Не пройшов |
| Ярослав Рещетинський Київ гайд: Костянтин Яременко           | 1.5 км, спринт вільним стилем, з вадами зору | 2:50.41      | 13.69        | 10           | Не пройшов | Не пройшов  | Не пройшов | Не пройшов | Не пройшов  | Не пройшов |
| Тарас Радь Тернопільська область                             | 1.5 км, спринт вільним стилем, сидячи        | 2:24.84      | 10.67        | 9 Q          | 2:55.8     | 6.3         | 3 Q        | 3:03.6     | 21.2        | 6          |
| Тарас Радь Тернопільська область                             | 15 км, вільним стилем, сидячи                | Н/Д          | Н/Д          | Н/Д          | Н/Д        | Н/Д         | Н/Д        | 50:25.3    | 7:16.1      | 10         |
| Василь Кравчук Львівська область                             | 1.5 км, спринт вільним стилем, сидячи        | 2:30.68      | 16.51        | 17           | Не пройшов | Не пройшов  | Не пройшов | Не пройшов | Не пройшов  | Не пройшов |
| Василь Кравчук Львівська область                             | 15 км, вільним стилем, сидячи                | Н/Д          | Н/Д          | Н/Д          | Н/Д        | Н/Д         | Н/Д        | 50:38.7    | 7:29.5      | 11         |
| Максим Яровий Миколаївська область                           | 1.5 км, спринт вільним стилем, сидячи        | 2:34.71      | 20.54        | 20           | Не пройшов | Не пройшов  | Не пройшов | Не пройшов | Не пройшов  | Не пройшов |
| Максим Яровий Миколаївська область                           | 15 км, вільним стилем, сидячи                | Н/Д          | Н/Д          | Н/Д          | Н/Д        | Н/Д         | Н/Д        | 53:30.1    | 10:20.9     | 15         |
| Павло Баль Львівська область                                 | 1.5 км, спринт вільним стилем, сидячи        | 2:23.60      | 9.43         | 7 Q          | 3:10.9     | 21.7        | 5          | Не пройшов | Не пройшов  | Не пройшов |
| Григорій Вовчинський Вінницька область                       | 1.5 км, спринт вільним стилем, стоячи        | 2:46.90      | 3.23         | 3 Q          | 3:25.5     | 0.0         | 2 Q        | 3:09.3     | 1.8         | 3          |
| Серафим Драгун Закарпатська область                          | 15 км, класика, стоячи                       | Н/Д          | Н/Д          | Н/Д          | Н/Д        | Н/Д         | Н/Д        | 1:08:42.2  | 15:49.4     | 15         |
| Серафим Драгун Закарпатська область                          | 1.5 км, спринт вільним стилем, стоячи        | 3:00.13      | 16.46        | 15           | Не пройшов | Не пройшов  | Не пройшов | Не пройшов | Не пройшов  | Не пройшов |

### Жінки
| Спортсмен                                               | Дисципліна                                   | Кваліфікація | Кваліфікація | Кваліфікація | Півфінал   | Півфінал    | Фінал      | Фінал      | Фінал       |            |
| Спортсмен                                               | Дисципліна                                   | Результат    | Відставання  | Місце        | Результат  | Відставання | Місце      | Результат  | Відставання | Місце      |
| ------------------------------------------------------- | -------------------------------------------- | ------------ | ------------ | ------------ | ---------- | ----------- | ---------- | ---------- | ----------- | ---------- |
| Оксана Шишкова Харківська область гайд: Андрій Марченко | 1.5 км, спринт вільним стилем, з вадами зору | 3:33.18      | 9.80         | 3 Q          | 3:58.1     | 0.5         | 2 Q        | 3:56.4     | 6.8         | 2          |
| Оксана Шишкова Харківська область гайд: Андрій Марченко | 15 км, класика, з вадами зору                | Н/Д          | Н/Д          | Н/Д          | Н/Д        | Н/Д         | Н/Д        | 51:09.1    | —           | 1          |
| Наталія Ткаченко Київська область гайд: Денис Нікулін   | 1.5 км, спринт вільним стилем, з вадами зору | 3:46.58      | 23.20        | 8 Q          | 4:13.5     | 5.5         | 4          | Не пройшла | Не пройшла  | Не пройшла |
| Наталія Ткаченко Київська область гайд: Денис Нікулін   | 15 км, класика, з вадами зору                | Н/Д          | Н/Д          | Н/Д          | Н/Д        | Н/Д         | Н/Д        | 59:45.0    | 8:35.9      | 5          |
| Анастасія Лалетіна Чернігівська область                 | 1.5 км, спринт вільним стилем, сидячи        | 3:17.26      | 34.71        | 15           | Не пройшла | Не пройшла  | Не пройшла | Не пройшла | Не пройшла  | Не пройшла |
| Людмила Ляшенко Харківська область                      | 1.5 км, спринт вільним стилем, стоячи        | 3:17.54      | 5.67         | 6 Q          | 4:32.1     | 8.1         | 3 Q        | 4:30.1     | 25.0        | 6          |
| Людмила Ляшенко Харківська область                      | 15 км, класика, стоячи                       | DNS          | DNS          | DNS          | DNS        | DNS         | DNS        | DNS        | DNS         | DNS        |
| Юлія Батенкова-Бауман Волинська область                 | 15 км, класика, стоячи                       | Н/Д          | Н/Д          | Н/Д          | Н/Д        | Н/Д         | Н/Д        | 54:39.8    | 6:35.0      | 6          |
| Богдана Конашук Волинська область                       | 1.5 км, спринт вільним стилем, стоячи        | DNS          | DNS          | DNS          | DNS        | DNS         | DNS        | DNS        | DNS         | DNS        |
| Олександра Кононова Київська область                    | 1.5 км, спринт вільним стилем, стоячи        | 3:16.76      | 4.89         | 4 Q          | 4:20.2     | 9.2         | 2 Q        | 4:26.1     | 21.0        | 5          |

## Склад національної команди
| Спортсмени                                          | Вид спорту            | Клас                                | Примітки               |
| --------------------------------------------------- | --------------------- | ----------------------------------- | ---------------------- |
| Вовчинський Григорій Васильович Вінницька область   | Лижні гонки і біатлон | з ураженням опорно-рухового апарату |                        |
| Кравчук Василь Васильович Львівська область         | Лижні гонки і біатлон | з ураженням опорно-рухового апарату |                        |
| Радь Тарас Михайлович Тернопільська область         | Лижні гонки і біатлон | з ураженням опорно-рухового апарату |                        |
| Баль Павло Стефанович Львівська область             | Лижні гонки і біатлон | з ураженням опорно-рухового апарату |                        |
| Алексик Олександр Михайлович Закарпатська область   | Лижні гонки і біатлон | з ураженням опорно-рухового апарату |                        |
| Яровий Максим Володимирович Миколаївська область    | Лижні гонки і біатлон | з ураженням опорно-рухового апарату |                        |
| Драгун Серафим Васильович Закарпатська область      | Лижні гонки і біатлон | з ураженням опорно-рухового апарату |                        |
| Батенкова-Бауман Юлія Вікторівна Волинська область  | Лижні гонки і біатлон | з ураженням опорно-рухового апарату |                        |
| Буй Ірина Василівна Вінницька область               | Лижні гонки і біатлон | з ураженням опорно-рухового апарату |                        |
| Кононова Олександра Миколаївна Київська область     | Лижні гонки і біатлон | з ураженням опорно-рухового апарату |                        |
| Ляшенко Людмила Олександрівна Харківська область    | Лижні гонки і біатлон | з ураженням опорно-рухового апарату |                        |
| Конашук Богдана Петрівна Волинська область          | Лижні гонки і біатлон | з ураженням опорно-рухового апарату |                        |
| Лалетіна Анастасія Сергіївна Чернігівська область   | Лижні гонки і біатлон | з ураженням опорно-рухового апарату |                        |
| Ковалевський Анатолій Олександрович Київ            | Лижні гонки і біатлон | з вадами зору                       |                        |
| Решетинський Ярослав Юрійович Київ                  | Лижні гонки і біатлон | з вадами зору                       |                        |
| Суярко Дмитро Олегович Чернігівська область         | Лижні гонки і біатлон | з вадами зору                       |                        |
| Казік Олександр Вікторович Вінницька область        | Лижні гонки і біатлон | з вадами зору                       |                        |
| Лук'яненко Віталій Володимирович Харківська область | Лижні гонки і біатлон | з вадами зору                       |                        |
| Шишкова Оксана Валеріївна Харківська область        | Лижні гонки і біатлон | з вадами зору                       |                        |
| Ткаченко Наталія Юріївна Київська область           | Лижні гонки і біатлон | з вадами зору                       |                        |
| Мукшин Олександр Васильович Сумська область         | Лижні гонки і біатлон | спортсмен-лідер                     | Анатолія Ковалевського |
| Ніконович Олександр Геннадійович Київська область   | Лижні гонки і біатлон | спортсмен-лідер                     | Дмитра Суярко          |
| Яременко Костянтин Русланович Київ                  | Лижні гонки і біатлон | спортсмен-лідер                     | Ярослава Решетинського |
| Бабар Борис Борисович Чернігівська область          | Лижні гонки і біатлон | спортсмен-лідер                     | Віталія Лук'янчука     |
| Кучерявий Сергій Марцінович Вінницька область       | Лижні гонки і біатлон | спортсмен-лідер                     | Олександра Казіка      |
| Марченко Андрій Анатолійович Сумська область        | Лижні гонки і біатлон | спортсмен-лідер                     | Оксани Шишкової        |
| Марчишак Іван Володимирович Київська область        | Лижні гонки і біатлон | спортсмен-лідер                     | Віталія Лук'яненка     |
| Нікулін Денис Миколайович Харківська область        | Лижні гонки і біатлон | спортсмен-лідер                     |                        |
| Перехода Руслан Юрійович Харківська область         | Лижні гонки і біатлон | спортсмен-лідер                     |                        |